# یوگنیا سبار
یوگنیا سبار (ارمنی: Եվգենյա Սեբար؛  ۱۳ سپتامبر ۱۸۹۶ – ۲۱ اوت ۱۹۷۴) یک بازیگر اهل ارمنستان بود. وی بین سال‌های - تا - میلادی فعالیت می‌کرد.

## زندگی‌نامه
وی با نام اصلی یوگنیا مائیسی بارسقیان (ارمنی: Եվգենիա Մայիսի Բարսեղյան) در ۱۳ سپتامبر ۱۸۹۶ در شماخی به دنیا آمد . وی همسر پوغوس ماکینتسیان و مادر آناهید ماگینتسیان بود. وی در فرهنگستان دولتی تئاتر سوندوکیان و لوون کالانتاریان فعالیت می‌کرد.  وی همچنین برندهٔ جوایزی همچون هنرمندان شایسته ارمنستان شوروی (۱۹۵۸) شده است. وی در ۲۱ اوت ۱۹۷۴ در سن ۷۷ سالگی در مسکو درگذشت.

## گزیده فیلمشناسی
از فیلم‌ها یا برنامه‌های تلویزیونی که وی در آن نقش داشته است می‌توان به آناهیت (۱۹۴۷) اشاره کرد.

## یادداشت
1. ↑  Petros Adamian Tbilisi State Armenian Drama Theatre/Թիֆլիսի Լևոն Քալանթարի ղեկավարած հայկական թատերական ստուդիայում